# Tietmaro IV
Tietmaro IV (990 circa – 10 gennaio 1030) fu conte di Schwabengau e Nordthüringgau dal 1010 e margravio della marca orientale sassone dal 1015 alla morte.

## Biografia
Era figlio e successore del margravio Gero II. Sua madre era Adelaide.
Nel 1028, la marca orientale sassone, assieme al resto delle marche orientali del ducato di Sassonia, furono attaccate da Mieszko II di Polonia. L'imperatore Corrado II si precipitò dalla Sassonia centrale e marciò su terreni selvaggi per assediare i polacchi a Bautzen. Nel frattempo Bretislao, figlio di Oldrich di Boemia, invase e conquistò la marca della Moravia, che era stata persa dalla Boemia dal 1003. Corrado non riuscì a prendere Bautzen (1029) e tornò in Renania durante l'inverno per svernare, lasciando le difese dei confini nelle mani di Teodorico II di Wettin e Tietmaro, che però morì all'inizio di gennaio. Alla sua morte Mieszko attaccò e distrusse alcune centinaia di villaggi tedeschi. L'attacco fu grave e l'imperatore perdette la parte est della marca orientale sassone.
Fu sepolto nell'abbazia di Helmarshausen. A Tietmaro successe suo figlio Odo II. Ebbe anche una figlia, Oda, che sposò dapprima Guglielmo III di Weimar e poi Dedo II di Wettin, che successe al fratello Odo.